# Tercera División RFEF 2021-22 (Grupo VI)
La temporada 2021-22 del Grupo VI de la Tercera División  RFEF de fútbol comenzó el 4 de septiembre de 2021 y finalizará el 1 de mayo de 2022. Posteriormente se disputará la promoción de ascenso entre el 8 y el 15 de mayo en su fase territorial, y el 22 de mayo en su fase nacional. Se trata de la primera edición bajo esta denominación tras la reestructuración de las categorías no profesionales por parte de la RFEF.

## Sistema de competición
Participan diecinueve clubes en un único grupo. Se enfrentan todos contra todos en dos ocasiones -una en campo propio y otra en campo contrario- durante un total de 38 jornadas. El orden de los encuentros se decide por sorteo antes de empezar la competición. La Federación de Fútbol de la Comunidad Valenciana es la responsable de designar las fechas de los partidos y los árbitros de cada encuentro, reservando al equipo local la potestad de fijar el horario exacto de cada encuentro.
Una vez finalizada la competición, el primer clasificado asciende directamente a Segunda División RFEF y se proclama campeón de Tercera RFEF.
Los clasificados entre el segundo y el quinto lugar disputan un Play Off territorial en formato de eliminatorias a partido único en sede neutral. En caso de empate el vencedor de la eliminatoria es el equipo mejor clasificado. El equipo vencedor de este Play Off se clasifica a la Promoción de ascenso a Segunda División RFEF que tiene carácter de final interterritorial.
Los últimos clasificados, por confirmar el número, descienden directamente a Regional Preferente. Hay que tener en cuenta que existe la obligación federativa de conformar la Tercera RFEF para la temporada siguiente, la 2022-2023, en un máximo de 16 equipos; por lo que el número de descensos en esta temporada será proporcional a las necesidades de la Territorial de la Comunidad Valenciana para ajustarse a ese número de equipos.
El sistema de competición y las consecuencias clasificatorias fueron aprobadas por la RFEF.

## Ascensos y descensos
| Pos. | Ascendido a 2.ª División RFEF |
| ---- | ----------------------------- |
| 1.º  | C.D. Eldense                  |
| 2.º  | U.D. Alzira                   |
| 3.º  | C.F. Intercity                |

| Pos. | Descendidos de 2.ª División B |
| ---- | ----------------------------- |
| 18.º | Atzeneta U.E.                 |
| 20.º | Orihuela C.F.                 |
| 21.º | Valencia C.F. Mestalla        |

| Pos. | Descendidos a Regional Preferente |
| ---- | --------------------------------- |
| 17.º | Paterna C.F.                      |
| 18.º | Crevillente Deportivo             |
| 19.º | C.D. Benicarló                    |
| 20.º | Novelda C.F.                      |
| 21.º | Vilamarxant C.F.                  |

| Pos.   | Ascendidos de Regional Preferente |
| ------ | --------------------------------- |
| 1.º G6 | Callosa Deportiva C. F.           |
| 2.º G6 | Athletic Club Torrellano          |
| 1.º G1 | C. D. Castellón "B"               |

### Cambios de entrenadores
| Equipo | Entrenador (Jornadas) | Fecha de vacante | Tipo de salida | Posición en la tabla | Entrenador entrante | Fecha de nombramiento |
| ------ | --------------------- | ---------------- | -------------- | -------------------- | ------------------- | --------------------- |

## Participantes

### Información sobre los equipos participantes
| Equipo                         | Localidad                   | Estadio                                        | Capacidad |
| ------------------------------ | --------------------------- | ---------------------------------------------- | --------- |
| C. D. Acero                    | Puerto de Sagunto (Sagunto) | El Fornás                                      | 5002      |
| Athletic Torrellano            | Torrellano (Elche)          | Isabel Fernández                               | 3000      |
| Atlético Saguntino             | Sagunto                     | Camp Nou de Morvedre                           | 2000      |
| Atzeneta U. E.                 | Adzaneta de Albaida         | El Regit                                       | 1500      |
| U. D. Benigànim                | Benigánim                   | Municipal de Benigànim                         | 1000      |
| Callosa Deportiva C. F         | Callosa de Segura           | El Palmeral                                    | 4567      |
| C. D. Castellón "B"            | Castellón de la Plana       | Javier Marquina                                | 2900      |
| Elche Ilicitano C. F.          | Elche                       | Polideportivo Altabix                          | 150       |
| Hércules C. F. "B"             | Alicante                    | Ciudad Deportiva Antonio Valls                 | 1000      |
| F. C. Jove Español San Vicente | San Vicente del Raspeig     | Ciudad Deportiva                               | 2500      |
| C. D. Olímpic de Xàtiva        | Játiva                      | La Murta                                       | 9000      |
| Orihuela C. F.                 | Orihuela                    | Los Arcos                                      | 4500      |
| C. F. Recambios Colón          | Aldaya                      | El Perdiguer                                   | 900       |
| C. D. Roda                     | Villarreal                  | Ciudad Deportiva Pamesa Cerámica               | 5000      |
| Silla C. F.                    | Silla                       | Vicente Morera                                 | 3000      |
| Torrent C. F.                  | Torrente                    | San Gregorio                                   | 3000      |
| Valencia C. F. Mestalla        | Paterna                     | Antonio Puchades                               | 2300      |
| Villajoyosa C. F.              | Villajoyosa                 | Nou Pla                                        | 4500      |
| Villarreal C. F. "C"           | Villarreal                  | Ciudad Deportiva del Villarreal Club de Fútbol | 5000      |

| Acero At. Torrellano At. Saguntino Atzeneta Callosa Castellón "B" Elche Il. Hércules "B" Jove Español Olímpic Orihuela Benigànim Roda Recambios Silla Torrente Valencia Mestalla Villarreal "C" Villajoyosa |

### Equipos por provincia
| N.º | Provincia | Equipos |
| --- | --------- | --- |
| 7   | Alicante  | Athletic Torrellano, Elche Ilicitano, Hércules "B", Jove Español, Orihuela, Villajoyosa y Callosa Deportiva CF.        |
| 3   | Castellón | Castellón "B", Roda y Villarreal "C"                                                                                   |
| 9   | Valencia  | Acero, Atlético Saguntino, Atzeneta, Benigànim, Olímpic de Xàtiva, Recambios Colón, Silla, Torrente, Valencia Mestalla |

## Clasificación
| Pos. | Equipo                         | Pts. | PJ | G  | E  | P  | GF | GC | Dif. |                                                                      |
| ---- | ------------------------------ | ---- | -- | -- | -- | -- | -- | -- | ---- | -------------------------------------------------------------------- |
| 1    | Valencia C. F. Mestalla (A, C) | 74   | 36 | 21 | 11 | 4  | 65 | 27 | +38  | Ascenso a Segunda División RFEF                                      |
| 2    | Atlético Saguntino             | 64   | 36 | 17 | 13 | 6  | 46 | 29 | +17  | Acceso a Promoción de Ascenso a Segunda División RFEF y Copa del Rey |
| 3    | Atzeneta U. E.                 | 63   | 36 | 18 | 9  | 9  | 46 | 25 | +21  | Acceso a Promoción de Ascenso a Segunda División RFEF                |
| 4    | C. D. Acero                    | 62   | 36 | 18 | 8  | 10 | 36 | 27 | +9   | Acceso a Promoción de Ascenso a Segunda División RFEF                |
| 5    | Torrent C. F.                  | 60   | 36 | 17 | 9  | 10 | 42 | 32 | +10  | Acceso a Promoción de Ascenso a Segunda División RFEF                |
| 6    | Orihuela C. F.                 | 58   | 36 | 16 | 10 | 10 | 50 | 35 | +15  |                                                                      |
| 7    | C. D. Roda                     | 56   | 36 | 15 | 11 | 10 | 34 | 23 | +11  |                                                                      |
| 8    | Elche Ilicitano C. F.          | 54   | 36 | 13 | 15 | 8  | 56 | 29 | +27  |                                                                      |
| 9    | Villarreal C. F. "C"           | 51   | 36 | 14 | 9  | 13 | 52 | 39 | +13  |                                                                      |
| 10   | Athletic Club Torrellano       | 51   | 36 | 13 | 12 | 11 | 37 | 37 | 0    |                                                                      |
| 11   | Hércules C. F. "B"             | 49   | 36 | 14 | 7  | 15 | 35 | 36 | −1   |                                                                      |
| 12   | Silla C. F.                    | 47   | 36 | 12 | 11 | 13 | 44 | 46 | −2   |                                                                      |
| 13   | C. D. Castellón "B"            | 46   | 36 | 11 | 13 | 12 | 32 | 34 | −2   |                                                                      |
| 14   | F. C. Jove Español San Vicente | 45   | 36 | 12 | 9  | 15 | 23 | 31 | −8   |                                                                      |
| 15   | C. D. Olímpic de Xàtiva (D)    | 40   | 36 | 10 | 10 | 16 | 29 | 44 | −15  | Descenso a Regional Preferente                                       |
| 16   | Callosa Deportiva C. F. (D)    | 37   | 36 | 9  | 10 | 17 | 27 | 39 | −12  | Descenso a Regional Preferente                                       |
| 17   | C. F. Recambios Colón (D)      | 31   | 36 | 7  | 10 | 19 | 22 | 46 | −24  | Descenso a Regional Preferente                                       |
| 18   | U. D. Benigànim (D)            | 25   | 36 | 6  | 7  | 23 | 32 | 78 | −46  | Descenso a Regional Preferente                                       |
| 19   | Villajoyosa C. F. (D)          | 19   | 36 | 5  | 4  | 27 | 14 | 64 | −50  | Descenso a Regional Preferente                                       |

Actualizado a los partidos jugados el 1 de mayo de 2022.
 Fuente: Resultados Fútbol

## Tabla de resultados cruzados
| Local \ Visitante              | ACE | ATT | ATS | ATZ | BEN | CAL | CAS | EIL | HER | JOV | OLI | ORI | REC | ROD | SIL | TOR | VAL | VJY | VRL |
| ------------------------------ | --- | --- | --- | --- | --- | --- | --- | --- | --- | --- | --- | --- | --- | --- | --- | --- | --- | --- | --- |
| C. D. Acero                    | —   | 1–0 | 1–0 | 0–1 | 3–0 | 2–1 | 1–1 | 2–2 | 1–0 | 1–0 | 1–0 | 1–0 | 2–0 | 2–0 | 2–0 | 2–0 | 0–0 | 1–0 | 2–2 |
| Athletic Club Torrellano       | 1–1 | —   | 1–1 | 0–3 | 4–1 | 1–2 | 0–1 | 0–2 | 1–0 | 2–0 | 2–1 | 0–3 | 3–1 | 0–0 | 3–2 | 0–0 | 0–1 | 3–1 | 3–2 |
| Atlético Saguntino             | 1–0 | 1–1 | —   | 0–0 | 1–3 | 1–0 | 1–1 | 2–0 | 2–2 | 1–1 | 1–1 | 1–1 | 2–2 | 2–2 | 2–1 | 1–0 | 2–2 | 0–1 | 2–0 |
| Atzeneta U. E.                 | 2–0 | 0–0 | 0–1 | —   | 2–1 | 3–0 | 0–1 | 2–3 | 1–0 | 1–0 | 1–0 | 2–0 | 2–1 | 0–0 | 1–0 | 1–2 | 4–2 | 3–0 | 3–1 |
| U. D. Benigànim                | 2–1 | 3–3 | 0–3 | 1–1 | —   | 0–1 | 0–0 | 0–4 | 2–1 | 0–1 | 1–2 | 0–0 | 0–0 | 0–2 | 2–2 | 0–2 | 2–2 | 2–0 | 1–3 |
| Callosa Deportiva C. F.        | 1–0 | 0–0 | 1–2 | 0–0 | 1–0 | —   | 0–1 | 0–4 | 1–0 | 0–1 | 3–0 | 1–1 | 3–1 | 0–0 | 2–3 | 1–1 | 0–1 | 1–0 | 0–1 |
| C. D. Castellón "B"            | 0–0 | 0–1 | 0–1 | 0–2 | 0–1 | 0–0 | —   | 0–0 | 2–2 | 1–0 | 1–0 | 0–3 | 3–0 | 1–0 | 2–1 | 0–1 | 2–0 | 1–1 | 1–1 |
| Elche Ilicitano C. F.          | 2–0 | 1–1 | 2–0 | 1–1 | 5–1 | 0–0 | 2–2 | —   | 1–1 | 0–0 | 2–0 | 1–1 | 0–0 | 4–1 | 5–0 | 0–1 | 1–1 | 5–0 | 0–0 |
| Hércules C. F. "B"             | 1–1 | 0–2 | 0–2 | 2–1 | 3–2 | 2–1 | 0–1 | 2–2 | —   | 1–0 | 5–1 | 0–1 | 0–0 | 0–0 | 1–0 | 1–0 | 2–0 | 1–0 | 1–0 |
| F. C. Jove Español San Vicente | 2–1 | 0–0 | 0–2 | 1–0 | 2–0 | 1–0 | 0–2 | 1–0 | 2–1 | —   | 0–0 | 1–0 | 1–1 | 1–0 | 1–1 | 2–1 | 0–0 | 0–2 | 1–2 |
| C. D. Olímpic de Xàtiva        | 0–2 | 1–0 | 1–1 | 0–0 | 2–1 | 3–0 | 3–1 | 1–2 | 0–1 | 1–0 | —   | 1–0 | 2–0 | 0–1 | 2–1 | 0–0 | 0–1 | 3–0 | 0–0 |
| Orihuela C. F.                 | 2–0 | 1–2 | 0–1 | 2–2 | 4–0 | 2–1 | 3–2 | 1–0 | 3–0 | 1–1 | 3–2 | —   | 1–0 | 0–0 | 2–0 | 3–0 | 1–3 | 2–0 | 1–1 |
| C. F. Recambios Colón          | 2–0 | 0–1 | 0–1 | 0–1 | 2–1 | 2–1 | 1–1 | 0–2 | 1–2 | 2–0 | 0–0 | 1–0 | —   | 0–0 | 0–4 | 0–1 | 0–0 | 2–0 | 0–1 |
| C. D. Roda                     | 0–1 | 0–0 | 0–2 | 0–2 | 5–0 | 0–0 | 0–0 | 1–0 | 1–0 | 0–1 | 4–0 | 1–1 | 2–1 | —   | 1–2 | 1–0 | 1–0 | 1–0 | 2–0 |
| Silla C. F.                    | 3–1 | 0–0 | 1–1 | 2–0 | 2–1 | 1–2 | 2–1 | 2–1 | 0–1 | 3–1 | 0–0 | 1–1 | 1–1 | 0–1 | —   | 1–1 | 0–0 | 1–0 | 2–1 |
| Torrent C. F.                  | 0–1 | 2–1 | 2–0 | 1–0 | 3–0 | 1–1 | 1–0 | 2–2 | 1–0 | 1–0 | 4–1 | 2–0 | 1–0 | 0–3 | 1–2 | —   | 2–2 | 3–1 | 3–4 |
| Valencia C. F. Mestalla        | 3–0 | 2–0 | 2–1 | 2–1 | 5–0 | 3–2 | 3–1 | 0–0 | 1–0 | 1–0 | 4–0 | 5–2 | 6–0 | 1–0 | 1–1 | 1–1 | —   | 6–0 | 2–1 |
| Villajoyosa C. F.              | 0–1 | 0–1 | 0–2 | 0–2 | 1–4 | 1–0 | 3–2 | 2–0 | 0–1 | 1–1 | 0–0 | 0–1 | 0–1 | 0–1 | 0–3 | 0–0 | 0–1 | —   | 0–3 |
| Villarreal C. F. "C"           | 0–1 | 3–0 | 1–2 | 1–1 | 5–0 | 0–0 | 0–0 | 1–0 | 2–1 | 1–0 | 1–1 | 2–3 | 1–0 | 2–3 | 4–1 | 0–1 | 0–1 | 5–0 | —   |

### Máximos goleadores
| Pos. | Jugador          | Equipo                  | Goles |
| ---- | ---------------- | ----------------------- | ----- |
| 1º   | Francisco Pérez  | Valencia C. F. Mestalla | 13    |
| 2º   | Jonathan Monroy  | Villarreal C. F. "C"    | 13    |
| 3º   | José Luis Friaza | Elche Ilicitano C. F.   | 12    |
| 4º   | Keita Junior     | Atzeneta U. E.          | 11    |
| 5º   | David Arenas     | Orihuela C. F.          | 11    |

## Play Off de Ascenso a Segunda División RFEF
Equipos clasificados
- 4 equipos

| Pos. | Grupo VI           |
| ---- | ------------------ |
| 2.°  | Atlético Saguntino |
| 3.°  | Atzeneta U. E.     |
| 4.°  | C. D. Acero        |
| 5.°  | Torrent C. F.      |

|  | Semifinales        | Semifinales       |                |                    | Final              | Final              |  |
|  | 7 de mayo de 2022  | 7 de mayo de 2022 |                |                    | 15 de mayo de 2022 | 15 de mayo de 2022 |  |
|  |                    |                   |                |                    |                    |                    |  |
|  |                    |                   |                |                    |                    |                    |  |
|  | Atlético Saguntino | 2                 |                |                    |                    |                    |  |
|  | Atlético Saguntino | 2                 |                |                    |                    |                    |  |
|  | Torrent C. F.      | 1                 |                |                    |                    |                    |  |
|  | Torrent C. F.      | 1                 |                | Atlético Saguntino | 1                  |                    |  |
|  |                    |                   |                | Atlético Saguntino | 1                  |                    |  |
|  |                    |                   | Atzeneta U. E. | 0                  |                    |                    |  |
|  | Atzeneta U. E.     | 2                 | Atzeneta U. E. | 0                  |                    |                    |  |
|  | Atzeneta U. E.     | 2                 |                |                    |                    |                    |  |
|  | C. D. Acero        | 0                 |                |                    |                    |                    |  |
|  | C. D. Acero        | 0                 |                |                    |                    |                    |  |
|  |                    |                   |                |                    |                    |                    |  |

## Clasificado a la Copa del Rey
| Bandera de la Comunidad Valenciana |
| Atlético Saguntino                 |
| 2º Grupo                           |

Nota: Hay posibilidad de que el subcampeón u otro clasificado posterior se clasifique a la Copa del Rey siempre que no sea un equipo filial.